# Quijeras (equitación)
En hipología, se conoce con el nombre de quijeras o carrilleras (español antiguo, quixeras) a las dos correas que bajan, una por el lado derecho y la otra por el izquierdo de la cabeza del caballo, y que desde la testera de la cabezada de brida agarran el bocado por los portamozos. También se llaman montantes o tentemozos.
Cada quijera tiene dos hebillas, una en su parte alta, y otra en su parte baja, por medio de las cuales se sube o se baja el bocado a conveniencia.
En los siglo XVII y XVIII se estimaba aceptable la longitud de las quijeras en dos cuartas y media (unos 50 cm), incluyendo asimismo las hijuelas, llamadas también portamozos de la cabezada de brida.
En caso de rotura de una o de las dos riendas, la maniobra para frenar al caballo consiste en agarrarlo del cuello y tirar firme y alternativamente de las quijeras cerca de los portamozos.